# 木邦府
木邦府，是明代雲南承宣布政使司下轄的一個府。元至元二十六年立木邦路軍民總管府，領三甸。洪武十五年平雲南，三月改木邦府，後改軍民宣慰使司，治所在今緬甸臘戍東北之新維。